# William M. Stewart

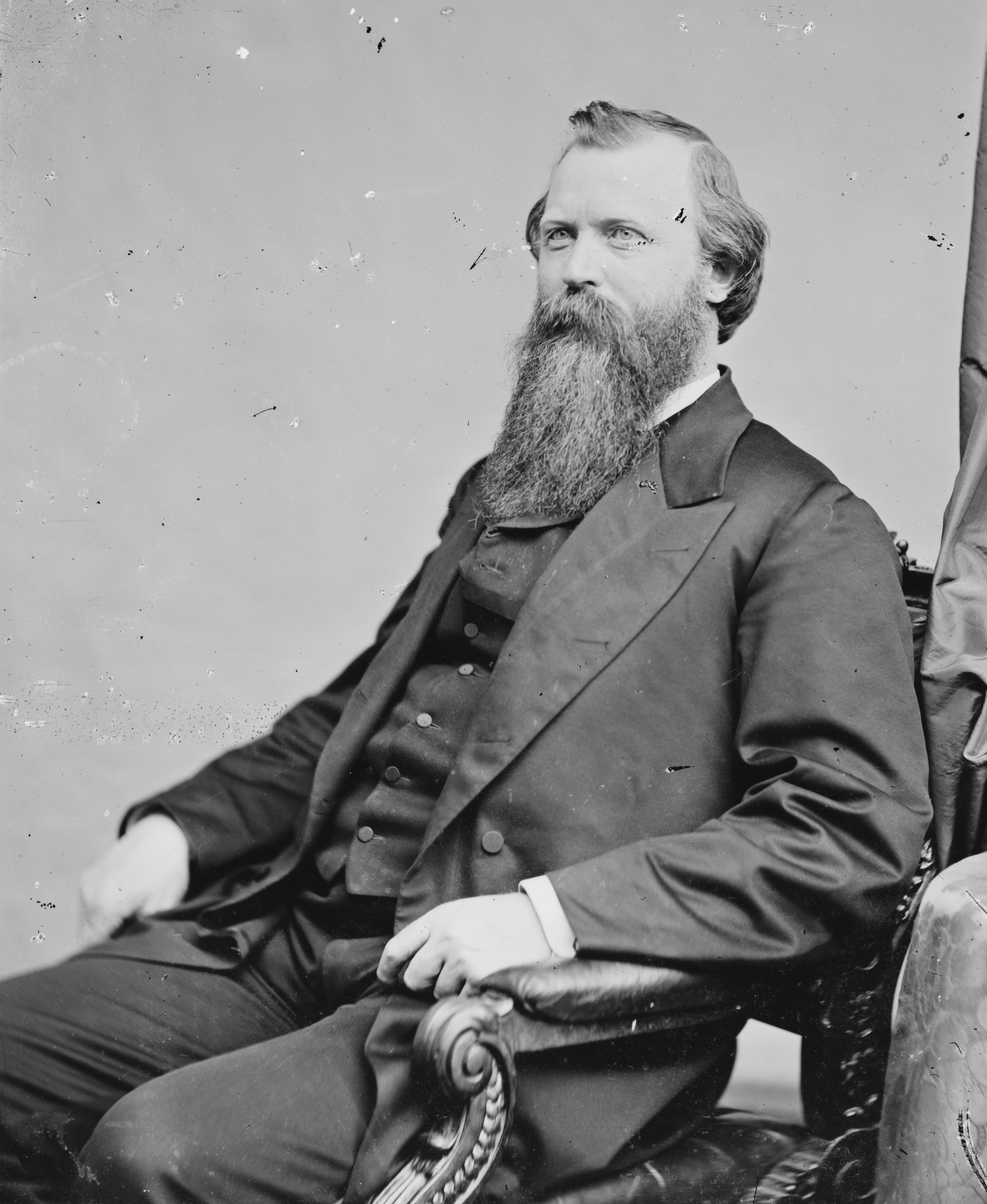
William M. Stewart

William Morris Stewart, född 9 augusti 1827 i Galen, New York, död 23 april 1909 i Washington, D.C., var en amerikansk politiker. Han representerade delstaten Nevada i USA:s senat 1865-1875 och 1887-1905.
Stewart studerade 1849-1850 vid Yale. Han flyttade sedan till San Francisco i samband med guldrushen i Kalifornien. Han grävde därefter guld i Nevada County, Kalifornien. Han studerade juridik och inledde 1852 sin karriär som advokat i Kalifornien. Han tjänstgjorde 1854 som delstatens justitieminister (California Attorney General).
Stewart flyttade 1860 till Virginia City och var delegat till Nevadas konstitutionskonvent år 1863. Nevada blev 1864 USA:s 36:e delstat. Republikanerna Stewart och James W. Nye valdes till de två första senatorerna. Stewart tillträdde sitt ämbete i januari 1865. Han omvaldes 1869. Stewart efterträddes 1875 i senaten av William Sharon. Han återvände sedan till arbetet som advokat.
Stewart tillträdde 1887 på nytt som republikansk senator. Han bytte sedan parti till Silver Republican Party och omvaldes ytterligare två gånger. Han bytte 1901 parti tillbaka till republikanerna. Han efterträddes 1905 av George S. Nixon.